# 舍夫琴卡 (錫內利尼科韋區)
48°27′55″N 36°20′42″E / 48.46528°N 36.34500°E
舍夫琴卡（烏克蘭語：Шевченка），是烏克蘭中部第聶伯羅彼得羅夫斯克州錫內利尼科韋區的村落。處於薩馬拉河右岸，分別距離澤萊內哈伊和小米科拉伊夫卡2.5公里，海拔高度143米，2001年人口350。